# Barbara Meier
Barbara Meier (ur. 25 lipca 1986 w Ambergu) – niemiecka modelka oraz aktorka, zwyciężczyni drugiej edycji Germany’s Next Topmodel.
Przed rozpoczęciem kariery modelki, studiowała matematykę na Ostbayerische Technische Hochschule Regensburg.
Znalazła się w wielu światowych czasopismach, takich jak „Vogue” (Tajwan), „Madame Figaro” (Rosja) i „L’Officiel” (Francja) i pracowała dla wielu marek, takich jak Pantene. Meier zagrała w kilku filmach. Najbardziej znana z roli Leny Setzlaff w Schon wieder Henriette oraz Morgany Le Fey w Schreie der Vergessenen.